# Retrofleksja (fonetyka)
Retrofleksja (z łac. retrō „wstecz” i flexio „zginanie” od flectere „zgiąć”) – rodzaj artykulacji spółgłosek (też samogłosek). Retrofleksja polega na wygięciu przodu języka ku górze i zbliżeniu (ew. zwarciu) jego koniuszka w okolicy zadziąsłowej (postalweolarno-prepalatalnej), co zasadniczo odróżnia ten typ artykulacji od pozostałych spółgłosek zadziąsłowych i podniebiennych o artykulacji laminalnej.
Spółgłoski z retrofleksją zalicza się do spółgłosek przedniojęzykowych podniebiennych. W transkrypcji IPA symbolem spółgłoski z retrofleksją jest modyfikacja w postaci ogonka w prawo pod symbolem spółgłoski o artykulacji dziąsłowej (zębowej): [ʈ, ɖ, ʂ, ʐ, ɳ, ɭ, ɽ].

## Artykulacja
Można wyróżnić zasadniczo dwa typy retrofleksji:
- artykulację apikalno-postalweolarną – koniuszek języka zostaje uniesiony ku górze i zbliża się (ew. styka) z obszarem tuż za dziąsłami,
- artykulację subapikalno-prepalatalną – przód języka wygina się ku górze i do tyłu, tak że spodnia część języka zbliża się (ew. styka) z początkowym odcinkiem podniebienia twardego.

Często za retrofleksję uznaje się tylko drugą z opisanych powyżej artykulacji i dla niej rezerwuje się znaki [ʈ, ɖ, ʂ, ʐ, ɳ, ɭ, ɽ] występujące w transkrypcji międzynarodowej IPA. Spółgłoski o artykulacji apikalno-postalweolarnej transkrybowane są za pomocą kropki pod literą lub przy pomocy symboli dla głosek zadziąsłowych: [ʃ, ʒ, ʧ, ʤ].

## Przykłady
W języku polskim sybilanty zadziąsłowe są retrofleksyjne [ʂ], [ʐ], co wykazują najnowsze badania artykulograficzne i akustyczne.
Spółgłoski z retrofleksją (apikalno-postalweolarne) występują w języku norweskim i szwedzkim (nie we wszystkich dialektach).
Spółgłoski z retrofleksją rozpowszechnione są w językach indoaryjskich, drawidyjskich i językach australijskich Aborygenów. W sanskrycie i języku hindi apikalno-postalweolarne spółgłoski zapisywane są w transliteracji zwykle przy pomocy kropki pod literą. Język toda (i inne języki drawidyjskie) kontrastuje ze sobą spółgłoski o artykulacji lamino-postalweolarnej i subapikalno-prepalatalnej.
W angielszczyźnie amerykańskiej r wymawiane jest jako spółgłoska półotwarta z retrofleksją [ɻ]. Następujące po niej spółgłoski dziąsłowe pod wpływem upodobnienia są również wymawiane z retrofleksją.

## Terminologia
Spółgłoski z retrofleksją to inaczej spółgłoski cerebralne (od łac. cerebrum „mózg”) lub spółgłoski szczytowe. Określenia te używane są w szczególności w kontekście sanskrytu i innych języków indoaryjskich.